# Sebastian Larsson
Bengt Ulf Sebastian Larsson (født 6. juni 1985) er en svensk tidligere professionel fodboldspiller, som spillede som midtbanespiller i sin karriere. Bedst kendt som ekspert til frispark, Larsson opnåede 133 kampe for Sveriges landshold, og var del af landets trupper til flere international turneringer.

## Klubkarriere

### Arsenal
Efter at have begyndt sin karriere hos IFK Eskilstuna, skiftede han som 16-årig i 2001 til Arsenal. Han gjorde sin førsteholdsdebut for Arsenal i oktober 2004.

### Birmingham City
Larsson skiftede i august 2006 til Birmingham City på en lejeaftale med muligheden for at gøre aftalen permanent. Efter at have imponeret i sin første halvsæson med klubben, besluttede Birmingham City at gøre aftalen fast, og han skiftede i januar 2007 permanent til klubben.
Larsson imponerede især i 2007-08 sæsonen, hvor at trods han ikke kunne rede Birmingham fra nedrykning, var han den bedste frisparkskytte i ligaen, da han scorede 6 mål på frispark i sæsonen.
Han spillede mere end 200 kampe for Birmingham City på tværs alle turneringer, før han forlod klubben efter udgangen af 2010-11 sæsonen.

### Sunderland
Larsson skiftede i juni 2011 til Sunderland efter hans kontrakt med Birmingham City have udløbet. Han forsatte med at være blandt ligaens bedste frisparkstagere, og blev i oktober af 2011 kaldet 'ligaens bedste frisparkstager' af hans tidligere chef, Arsène Wenger.
Han spillede for Sunderland frem til 2017, og optrådte mere end 200 gange for The Black Cats.

### Hull City
Larsson skiftede i august 2017 til Hull City efter hans kontrakt hos Sunderland var udløbet.

### AIK
Larsson vendte hjem til Sverige i juni 2018, da han skiftede til AIK. Han var i sin debutsæson med til at vinde det svenske mesterskab med klubben.
Ved udgangen af 2022 sæsonen annoncerede Larsson, at han ville stoppe sin spillerkarriere.

## Landsholdskarriere

### Ungdomslandshold
Larsson har repræsenteret Sverige på flere ungdomsniveauer.

### Seniorlandshold
Larsson debuterede for Sveriges landshold den 6. februar 2008. Han var del af Sveriges trupper til EM i 2008, 2012, 2016 og 2020 og til VM i 2018.
Efter europamesterskabet i 2020 annonceret Larsson, at han stoppede på det svenske landshold. Han nåede at spille 133 kampe og scorede 10 mål for landsholdet.

## Titler
Birmingham City
- Football League Cup: 1 (2010-11)

AIK
- Allsvenskan: 1 (2018)

Individuelle
- Birmingham City Player of the Year: 1 (2007-08)
- Birmingham City Players' Player of the Year: 1 (2007-08)
- Sunderland Supporters' Player of the Year: 1 (2014-15)